# Sphigmothorax tricinctus
Sphigmothorax tricinctus är en skalbaggsart som beskrevs av J. Linsley Gressitt 1951. Sphigmothorax tricinctus ingår i släktet Sphigmothorax och familjen långhorningar. Inga underarter finns listade i Catalogue of Life.